# 科尼利厄斯 (印地安納州)
科尼利厄斯（英語：Cornelius）是位於美國印地安納州布朗縣的一個非建制地區。該地的面積和人口皆未知。

## 地理
科尼利厄斯的座標為39°17′59″N 86°17′53″W / 39.29972°N 86.29806°W，而該地的平均海拔高度為216米（即709英尺）。